# Sidi Yaya Keita
Sidi Yaya Keita (Bamako, 20 de março, 1985) é um futebolista do Mali.

## Títulos

### Strasbourg
- Vencedor da Taça da Liga : 2004/05

### Lens
- Vencedor do Campeonato de França de Ligue 2 : 2008/09